# Tim 'S Jongers
Tim ’S Jongers (Lier, 22 oktober 1981) is een Belgische publicist, bestuurskundige en politicoloog. In zijn werk focust hij zich op armoede(beleid) en ongelijkheid in de samenleving. Van 1 september 2022 tot 1 januari 2025 was hij directeur van de Wiardi Beckman Stichting.

## Biografie en loopbaan
’S Jongers groeide op in Lier. Hij studeerde vanaf 2009 Politieke Wetenschappen aan de Universiteit Antwerpen. In 2013 verhuisde hij naar Den Haag om de master Management van de Publieke Sector aan de Universiteit Leiden te volgen. 
Na zijn studie werkte ’S Jongers onder meer bij PEP Den Haag, een kenniscentrum voor maatschappelijke organisaties. In 2018 schreef hij het boek Effectief besturen van vrijwilligersorganisaties: een praktische gids. Vanaf 2019 werkte hij als senior adviseur bij de Raad voor Volksgezondheid & Samenleving. Daar nam hij het initiatief tot het boek Gezichten van een onzeker bestaan (2021), met verhalen van veertien mensen die laten zien wat bestaansonzekerheid met mens en gezondheid doet en hoe moeizaam de weg hieruit in Nederland is. Door een interview in de Volkskrant over dit boek, en over zijn eigen levensloop, raakte hij bekender bij een breder publiek.
In 2022 was ‘S Jongers columnist voor de Volkskrant, en was hij onder meer te gast bij het radioprogramma Nooit meer slapen. In maart 2022 hield ’S Jongers de Participatielezing van Movisie, getiteld: Van kloof naar brug: het belang van ervaringskennis voor het verkleinen van verschillen. De lezing, aangevuld met de columns die hij voor de Volkskrant schreef, werd gepubliceerd in het boek Beledigende broccoli waar meer dan 10.000 exemplaren van werden verkocht.
’S Jongers had een rol in de laatste aflevering van de VPRO serie Sander en de Kloof (2022) gepresenteerd door Sander Schimmelpenninck. In 2023 presenteerde 'S Jongers een aflevering van VPRO Tegenlicht in de reeks De Kloofdichters. De aflevering is geïnspireerd op de inzichten uit zijn boek 'Beledigende broccoli'.

### Directeur Wiardi Beckman Stichting
Op 1 september 2022 trad ’S Jongers aan als directeur van de Wiardi Beckman Stichting, het wetenschappelijk bureau voor de sociaaldemocratie verbonden aan de PvdA. Samen met Noortje Thijssen, directeur van het Wetenschappelijk Bureau GroenLinks, schreef hij het discussiestuk Samen onze toekomst in handen nemen (2023). Het discussiestuk vormde de basis voor een gezamenlijk ideologisch fundament voor de samenwerking tussen de PvdA en GroenLinks. Het discussiestuk verscheen, aangevuld met essays en columns van beide auteurs, als boek met de titel Het tij keren, samen voor een hoopvolle toekomst. Met Thijssen was hij duo-voorzitter van de verkiezingsprogrammacommissie van GroenLinks-PvdA voor de Tweede Kamerverkiezingen 2023. In december 2023 hield hij samen met Thijssen de Willem Drees-lezing. De lezing verscheen als boek onder de titel Een machtige stroom: over de kracht van linkse samenwerking.
De stichting kondigde eind oktober 2024 aan dat Tim 'S Jongers per 1 januari 2025 afscheid zou nemen als directeur en dat Annemarieke Nierop, sinds 2007 werkzaam bij de stichting, de dagelijkse leiding over het wetenschappelijk bureau overneemt als ad interim directeur.

### De Correspondent
Sinds april 2022 schrijft ’S Jongers als Correspondent Samenleven essays voor De Correspondent over o.a. armoede, bestaans(on)zekerheid, dakloosheid en het belang van ervaringskennis in beleid. Op 21 mei 2024 verscheen zijn boek Armoede uitgelegd aan mensen met geld.

### Spreidstandburgers
’S Jongers is een van de initiatiefnemers achter de beweging en de Stichting Spreidstandburgers. Het doel van deze beweging is om de kloof tussen de systeem- en leefwereld in beleid te dichten door gebruik te maken van vaardigheden van ‘spreidstandburgers’: collega’s die beide werelden kennen, en bijvoorbeeld zelf hebben ervaren hoe het is om op te groeien in armoede.

## Bestseller 60
| Boeken met noteringen in de Nederlandse Bestseller 60 | Jaar van verschijnen | Datum van binnenkomst | Hoogste positie | Aantal weken | Opmerkingen |
| ----------------------------------------------------- | -------------------- | --------------------- | --------------- | ------------ | ----------- |
| Armoede uitgelegd aan mensen met geld                 | 2024                 | 22-05-2024            | 2               | 33*          |             |